# Xiamen Diamond League 2024
Lo Xiamen Diamond League 2024 è stata la 2ª edizione dell'annuale meeting di atletica leggera, prima tappa del circuito Diamond League 2024. Le competizioni hanno avuto luogo presso l'Egret Stadium di Xiamen il 20 aprile 2024.

## Programma[1]
| # | Orario | Specialità         |
| - | ------ | ------------------ |
| 1 | 11:35  | Salto in alto      |
| 2 | 12:30  | Salto con l'asta   |
| 3 | 13:25  | 5000 metri piani   |
| 4 | 13:39  | Salto triplo       |
| 5 | 13:55  | 800 metri piani    |
| 6 | 14:27  | 110 metri ostacoli |
| 7 | 14:53  | 100 metri piani    |

| # | Orario | Specialità             |
| - | ------ | ---------------------- |
| 1 | 11:42  | Lancio del giavellotto |
| 2 | 12:21  | Getto del peso         |
| 3 | 13:04  | 400 metri piani        |
| 4 | 13:17  | 100 metri ostacoli     |
| 5 | 13:20  | Lancio del disco       |
| 6 | 13:47  | 200 metri piani        |
| 7 | 14:05  | 3000 metri siepi       |
| 8 | 14:37  | 1500 metri piani       |

     Specialità valide per la Diamond League

## Risultati
Di seguito i primi tre classificati di ogni specialità.

### Uomini
| Specialità       |                   | Prestazione | 2º classificato      | Prestazione | 3º classificato   | Prestazione |
| 100 m            | Christian Coleman | 10"13       | Fred Kerley          | 10"17       | Ackeem Blake      | 10"20       |
| 800 m            | Marco Arop        | 1'43"61     | Wycliffe Kinyamal    | 1'43"66     | Tshepiso Masalela | 1'43"88     |
| 5000 m           | Lamecha Girma     | 12'58"96    | Nicholas Kipkorir    | 12'59"78    | Birhanu Balew     | 13'00"47    |
| 110 m hs         | Daniel Roberts    | 13"11       | Cordell Tinch        | 13"16       | Shunsuke Izumiya  | 13"17       |
| Salto triplo     | Pedro Pichardo    | 17,51 m     | Hugues Fabrice Zango | 17,12 m     | Su Wen            | 16,82 m     |
| Salto in alto    | Shelby McEwen     | 2,27 m      | Mutaz Essa Barshim   | 2,27 m      | Hamish Kerr       | 2,24 m      |
| Salto con l'asta | Armand Duplantis  | 6,24 m      | Sam Kendricks        | 5,82 m      | Huang Bokai       | 5,72 m      |

     Prestazione che stabilisce il nuovo record del meeting.

### Donne
| Specialità             |                       | Prestazione | 2º classificato      | Prestazione | 3º classificato     | Prestazione |
| 200 m                  | Torrie Lewis          | 22"96       | Sha'Carri Richardson | 22"99       | Tamara Clark        | 23"01       |
| 400 m                  | Marileidy Paulino     | 50"08       | Natalia Kaczmarek    | 50"29       | Britton Wilson      | 51"26       |
| 1500 m                 | Gudaf Tsegay          | 3'50"30     | Birke Haylom         | 3'53"22     | Worknesh Mesele     | 3'57"61     |
| 100 m hs               | Jasmine Camacho-Quinn | 12"45       | Devynne Charlton     | 12"49       | Cyréna Samba-Mayela | 12"55       |
| 3000 m siepi           | Beatrice Chepkoech    | 8'55"40     | Faith Cherotich      | 9'05"49     | Peruth Chemutai     | 9'12"99     |
| Getto del peso         | Gong Lijiao           | 19,72 m     | Maddison-Lee Wesche  | 19,63 m     | Chase Jackson       | 19,62 m     |
| Lancio del disco       | Valarie Allman        | 69,80 m     | Yaimé Pérez          | 68,83 m     | Feng Bin            | 67,07 m     |
| Lancio del giavellotto | Qianqian Dai          | 61,25 m     | Līna Mūze            | 58,91 m     | Flor Ruíz           | 58,50 m     |

     Prestazione che stabilisce il nuovo record del meeting.